# Erra (zeu)
Erra era zeul akkadian și sumerian al războiului, haosului  și al bolilor. Se consideră că este fiul lui Anu. Potrivit mitologiei, Erra ar fi planificat distrugerea oamenilor, aducând în Babilon ciuma, haosul și distrugerea. Este asemănat cu Nergal, zeul lumii de dincolo. Consoarta sa este zeița Mami (Mämmi). Amândoi au câte o capelă în marele templu al lui Nergal de la Kutha, astăzi Tell Ibrahim, Irak. 
Erra este cel mai cunoscut datorită lucrării Epopeea lui Erra care a apărut la începutul mileniului I î.Hr.. Această lucrare ar fi fost scrisă de către un preot al templului principal Esagil închinat lui Marduk din Babilon, preot numit Kabti-Ilani-Marduk, care ar fi primit povestea într-un vis. 

## Legături externe
- http://oracc.museum.upenn.edu/amgg/listofdeities/erra/